# Ayojapa Uno
Ayojapa Uno är en ort i Mexiko.   Den ligger i kommunen Zongolica och delstaten Veracruz, i den sydöstra delen av landet, 260 km öster om huvudstaden Mexico City. Ayojapa Uno ligger 106 meter över havet och antalet invånare är 390.
Terrängen runt Ayojapa Uno är bergig åt nordväst, men åt sydost är den kuperad. Ayojapa Uno ligger nere i en dal. Runt Ayojapa Uno är det ganska tätbefolkat, med 222 invånare per kvadratkilometer. Närmaste större samhälle är Cosolapa, 18,3 km öster om Ayojapa Uno. I omgivningarna runt Ayojapa Uno växer i huvudsak städsegrön lövskog.